# Begonian
Begonian (abreviado Begonian) fue una revista ilustrada con descripciones botánicas. Se publicó en Long Beach (California) desde 1938 hasta ahora. Fue precedido por Bulletin of the American Begonia Society